# Nettancourt
Nettancourt é uma comuna francesa na região administrativa de Grande Leste, no departamento de Meuse. Estende-se por uma área de 11,45 km². Em 2010 a comuna tinha 251 habitantes (densidade: 21,9 hab./km²).